# Inawi
Inawi est un village mékéos de Papouasie-Nouvelle-Guinée à environ 3 km au sud de Beipaa.

## Histoire
Henri Verjus visite le village avec le Père Couppé et le frère Georges en mai 1887 et envisage d'y fonder une mission.
Le 17 octobre 1891, l'association des Victimes du Sacré-Cœur pour la Nouvelle-Guinéey est fondée.
Stephen en a dressé le plan en 1974.